# 発明将軍ダウンタウン
『発明将軍ダウンタウン』（はつめいしょうぐんダウンタウン）は、1993年10月22日から1996年9月27日まで日本テレビ系列で放送されていたバラエティ番組である。司会はダウンタウン。
放送時間は毎週金曜日19時30分 - 20時00分の30分間だったが、放送開始から2年後の1995年10月20日に19時00分 - 20時00分の1時間番組になった。30分番組時代はJTの一社提供だった。
後継番組『ひらめけ!発明大将軍』（ひらめけ はつめいだいしょうぐん）についても本項で述べる。

## 概要
一般視聴者から寄せられた発明品の中から、番組のオーディションにより選ばれた発明品を製作者当人がスタジオで紹介する番組。1995年中期には大幅なセットチェンジが図られ、審査員による審査の上、毎回チャンピオンを決定。チャンピオンには記念のトロフィーと賞金（発明軍資金）が贈呈され、松本人志が個人的に気にいった発明品には「松ちゃん賞」が贈られた。
番組開始当初はゲスト3人と共に視聴者が考えた発明品をVTRで紹介する形であったが、1995年中期には大幅なセットチェンジ（松本曰く「千昌夫の豪邸」）が図られ、審査の形式がこれまでのゲスト3人に加え発明学会など専門家数人加わり、発表の形がVTRの紹介から発明した一般視聴者が実演する形式へと変更された。後期は松本が考えた発明品を紹介していた。
発明は松本人志本人からも出され、殆どの発明品には「松風」と命名され、発明将軍ダウンタウンでチャンピオンをとった発明品は製品化されたものもあったが、その製品にも「松風｣と命名されていた。
ダウンタウンまたは松本・浜田のいずれか一方がメインを務める番組のうち、19時台に放送される番組はいずれも低迷して短期間で打ち切られる番組が大半であったが（松本も番宣で「どうせ1クールで終わると思いますけどね」とコメントしていた）、この番組は一定の成功を収め、1995年10月に放送枠が30分から1時間に拡大された。拡大後は前半に「知恵姫」と「発明伝」を行い、後半に「発明将軍」を行うという構成に変更された。所ジョージが本名の芳賀隆之の名で一般参加者に混じって発明品を披露したこともあった。「ひらめき発明伝」のコーナーは、日本の歴史的な有名商品が発明されるに至る労苦と軌跡を再現VTRにする企画。「発明発掘奉行」は、珍妙な品が生産されている現場へと取材に赴く企画である。
スポンサーは30分時代は前番組の『ハートにジャストミート』に引き続きJTの一社提供だったが（CMの内容は主に飲料・企業CM中心）、この番組の1時間化に伴い1995年10月からスポンサーのJTがこの年の11月に開始した『鉄腕!DASH!!』に移行されたため、前番組の『解禁テレビ』に引き続きNTT、牛乳石鹸など複数社提供の番組に変更された。NTTは『ぐるぐるナインティナイン』（『ぐるナイ』）放送開始からしばらくして別番組枠へ移行したが、牛乳石鹸は『ぐるナイ』開始から30秒に縮小され、その後『ルックルックこんにちは』に移行したのを最後に1999年9月をもって撤退している。
その後のダウンタウンの降板により、同年10月18日放送分をもって『ひらめけ!発明大将軍』に改題。研ナオコ、今田耕司、東野幸治の司会でリニューアルしたが、1997年3月21日をもって終了し『発明将軍シリーズ』は3年半の歴史に幕を閉じた。放送時には単行本が刊行された。内容はスチールと台本形式のダウンタウンの会話による「松風」傑作選と素人出場者の発明紹介だった。
ネット局のうち、日本テレビ系列とフジテレビ系列のクロスネットだった鹿児島テレビは、本番組をもって金曜19時台後半の日本テレビ系列のネット受けを終了。それは、1994年4月1日に鹿児島読売テレビが開局し、同局がフジテレビ系列フルネット局に移行することによる措置で、同局における本作品の後番組は『金曜ファミリーランド』となった。

## 出演者

### 発明将軍ダウンタウン
司会
- ダウンタウン
  - 浜田雅功
  - 松本人志

審査委員長
- 渡辺正行

審査員
※肩書きは出演当時のものを記載
- 東ちづる
- 石野真子
- 地井武男
- 秋野暢子
- ラサール石井
- 宮路年雄（城南電機社長）
- 牧野圭一（ユーモア発明クラブ会長）
- 町田典留美（「婦人発明協会」）
- 石川嗣朗（「王様のアイディア」）
- 村田耕一（「主婦の友」編集長）

ほか
ナレーター
- 中本修
- 鶴ひろみ

### ひらめけ！発明大将軍
- 研ナオコ
- 今田耕司
- 東野幸治

## 主題歌
エンディングテーマ曲（発明将軍ダウンタウン）
- 「満月の夜だから」大阪パフォーマンスドール
- 「恋がまぶしくて」大阪パフォーマンスドール
- 「うらはら」須藤あきら
- 「週末東京族」藤田久美子with週末東京ナイト
- 「LOVE Re-Do」RAZZ MA TAZZ
- 「あの恋のメロディー」松岡英明
- 「ふたり」浜本沙良
- 「午前2時のエンジェル」かの香織
- 「ダイヤモンドを持って」河内淳貴
- 「手のひらの星屑」山下久美子

エンディングテーマ曲（ひらめけ!発明大将軍）
- 「おせわになりました」ABEX GO GO

## ネット局
| 放送対象地域  | 放送局             | 系列                                         | 備考                             |
| ------------- | ------------------ | -------------------------------------------- | -------------------------------- |
| 関東広域圏    | 日本テレビ         | 日本テレビ系列                               | 制作局                           |
| 北海道        | 札幌テレビ         | 日本テレビ系列                               |                                  |
| 青森県        | 青森放送           | 日本テレビ系列                               |                                  |
| 岩手県        | テレビ岩手         | 日本テレビ系列                               |                                  |
| 宮城県        | ミヤギテレビ       | 日本テレビ系列                               |                                  |
| 秋田県        | 秋田放送           | 日本テレビ系列                               |                                  |
| 山形県        | 山形放送           | 日本テレビ系列                               |                                  |
| 福島県        | 福島中央テレビ     | 日本テレビ系列                               |                                  |
| 山梨県        | 山梨放送           | 日本テレビ系列                               |                                  |
| 新潟県        | テレビ新潟         | 日本テレビ系列                               |                                  |
| 長野県        | テレビ信州         | 日本テレビ系列                               |                                  |
| 静岡県        | 静岡第一テレビ     | 日本テレビ系列                               |                                  |
| 富山県        | 北日本放送         | 日本テレビ系列                               |                                  |
| 石川県        | テレビ金沢         | 日本テレビ系列                               |                                  |
| 福井県        | 福井放送           | 日本テレビ系列 テレビ朝日系列                |                                  |
| 中京広域圏    | 中京テレビ         | 日本テレビ系列                               |                                  |
| 近畿広域圏    | 読売テレビ         | 日本テレビ系列                               |                                  |
| 島根県 鳥取県 | 日本海テレビ       | 日本テレビ系列                               |                                  |
| 広島県        | 広島テレビ         | 日本テレビ系列                               |                                  |
| 山口県        | 山口放送           | 日本テレビ系列                               |                                  |
| 徳島県        | 四国放送           | 日本テレビ系列                               |                                  |
| 香川県 岡山県 | 西日本放送         | 日本テレビ系列                               |                                  |
| 愛媛県        | 南海放送           | 日本テレビ系列                               |                                  |
| 高知県        | 高知放送           | 日本テレビ系列                               |                                  |
| 福岡県        | 福岡放送           | 日本テレビ系列                               |                                  |
| 長崎県        | 長崎国際テレビ     | 日本テレビ系列                               |                                  |
| 熊本県        | くまもと県民テレビ | 日本テレビ系列                               |                                  |
| 宮崎県        | テレビ宮崎         | フジテレビ系列 日本テレビ系列 テレビ朝日系列 |                                  |
| 鹿児島県      | 鹿児島テレビ       | フジテレビ系列                               | 1994年3月まで                    |
| 鹿児島県      | 鹿児島読売テレビ   | 日本テレビ系列                               | 1994年4月開局から                |
| 沖縄県        | 沖縄テレビ         | フジテレビ系列                               | 1995年11月14日より遅れネット開始 |

## スタッフ
- 構成 : 大岩賞介 ／ 岩立良作、安達元一、高須光聖、石黒ムーミン精司（石黒精司）、鈴木雅貴、竜泉、河合茂喜、山谷隆
- 技術 : NTV映像センター、ヌーベルバーグ
- 照明 : KYORITZ
- タイトル : 日比野克彦
- ディレクター : 当麻康夫、大沼朗裕、小塩佳宏
- チーフディレクター : 坂本秀直、伊藤慎一
- プロデューサー : 小林宏充、中村喜伸、北澤毅
- 演出 : 斉藤敏豪、小川通仁
- プロデューサー・演出 : 菅賢治
- チーフプロデューサー : 桜田和之
- 協力 : 吉本興業 ／ 社団法人発明学会、社団法人発明協会
- 制作協力 : オフィスぼくら
- 製作著作 : 日本テレビ

## 関連番組
- 久米宏のびっくり発明大賞（1982年2月20日・11月13日、日本テレビ） - 町の発明家たちが賞金100万円を目指して珍発明で競い合った番組。
- 伊東家の食卓　「日常で使える『裏ワザ』」
- 1億人の大質問!?笑ってコラえて!　「日本列島 職人の旅」
- プロジェクトX〜挑戦者たち〜